# メルセデス・ベンツ・W100
メルセデス・ベンツ・W100（Mercedes Benz W100 ）は、ドイツの自動車メーカーダイムラー・ベンツがメルセデス・ベンツブランドで展開していた大型乗用車である。

## 概要
シリーズ名はメルセデス・ベンツ600。標準ホイールベース（3,200 mm）のセダン「リムジーネ」（Limousine 、ドイツ語ではセダンの意）、ロングホイールベース3,900 mmのリムジン「プルマン」（Pullman ）、プルマンベースのオープン仕様「ランドーレット」（Landaulet ）がある。プルマンには前席と後席を分ける仕切り（ディビジョン、パーティション）が装備された。
仕様に関して、内外装共に顧客からの細かいカスタマイズに応じることができた。リムジーネ、プルマンのバージョン展開は以下の通り。
- バージョンA：標準ホイールベース。プルマン同様の仕切りを追加装備することも可能[1]。
- バージョンB：ロングホイールベース「プルマン」。二列目センターシートが後ろ向きになり、対面型（vis-à-vis）になる。中央ドアは装備されない（プルマン・4ドア仕様）。
- バージョンC：ロングホイールベース「プルマン」。二列目センターシートは前向き（補助シート）になり、中央にドアが装備される（プルマン・6ドア仕様）。なお、中央ドアについて外部ドアノブを省略することができた[1]。右写真の車両でも、左右ドア共に省略されている。
- ランドーレット：「バージョンD」となる。4ドア仕様・6ドア仕様および、オープン可能な範囲を広げた「スペシャル・バージョンD[2]」が用意された。
- 防弾仕様：プルマンにのみ発注出来た。天井を約60 mm上げ、厚さ約20 cmの防弾ガラスを装備した。総重量はおよそ5トンに及んだ。防弾仕様の総生産台数は4ドア版が15台、6ドア版が36台の51台である。

エンジンはM100型で、V型8気筒SOHC、ボア⌀103.0×ストローク95.0 mmで6,332 cc、250 PS / 4,000 rpm、51.0kg·m / ? rpm。最高速はリムジーネが210 km/h、プルマンが200から205 km/h、防弾仕様が150から180 km/hである。
エアサスペンションを採用している。パワーステアリング、前後左右独立調整式エアコンディショナー、パワーウィンドウ、セントラルロッキングシステム（集中ドアロック）、自動開閉トランクリッドを装備する。それらの動作には、電気モーターではなく全て油圧を使用しており、作動音がほとんどない。
ソビエト連邦のレオニード・ブレジネフ、中華人民共和国の毛沢東、ザイールのモブツ・セセ・セコ、エジプトのホスニ・ムバラク、イラクのサッダーム・フセイン、フィリピンのフェルディナンド・マルコス、アルバニアのエンヴェル・ホッジャ、キューバ のフィデル・カストロ、ハイチのフランソワ・デュヴァリエ、ウガンダのイディ・アミン、中央アフリカのジャン＝ベデル・ボカサ 、南アフリカのピーター・ウィレム・ボータとフレデリック・ウィレム・デクラーク、韓国の朴正煕、北朝鮮の金日成・金正日・金正恩、ルーマニアのニコラエ・チャウシェスク、ユーゴスラビアのチトー、カンボジアのノロドム・シアヌーク、ポル・ポト、モロッコのムハンマド6世など多くの国家指導者や王族、大物資産家、映画・芸術スターが挙って愛用した。中でもチトーは600を愛用し、1972年にランドーレット2台とプルマン4台を購入した。また、彼の80歳の誕生日には防弾仕様のプルマン2台を発注している。また、現在でもモロッコ国王のムハンマド6世はプルマン、ランドーレット、リムジーネ合わせて7台を儀礼等に使用している。また、朝鮮人民軍も2台のランドーレットを国儀の際に使用することがある。
ヘッドライトは縦目だが補助灯を内蔵した独自デザインである。なお、アメリカ仕様は当時の交通法規の影響で大きくデザインが異なる。
タイヤサイズは前後とも9.00×15 in。
生産台数はリムジーネ2,190台、プルマン合計428台（4ドア・プルマン304台、うち防弾仕様15台。6ドア・プルマン124台、うち防弾仕様36台）、ランドーレット合計59台（4ドア・ランドーレット33台、6ドア・ランドーレット26台。スペシャルバージョンD仕様9台）、合計2,677台。
日本においては1965年から73年の間に600（リムジーネ）が61台、600プルマンが8台のほか、ランドーレット1台の計70台がウェスタン自動車によって輸入され、ヤナセのネットワークを通して販売された。